# Kojiki den
Le Kojiki den (古事記伝) est un ouvrage écrit en 1798 par le lettré nativiste Motoori Norinaga.
Il s'agit d'un livre de commentaires au Kojiki, dans lequel Motoori Norinaga rend accessible au lecteur de l'époque le livre original, rédigé dans un langage qui ne le rendait plus intelligible pour ses contemporains. Il insiste dans ses écrits sur la véracité de l'âge des dieux, et attaque régulièrement les travaux des néo-confucéens. Il s'en prend en particulier aux publications de Tō Keikan, néo-confucianiste et défenseur de la thèse de l'origine chinoise de l'empereur Jinmu. Sa connaissance minutieuse des textes lui permet de jeter le discrédit sur ses contradicteurs, et ainsi d'assoir la réputation des kokugaku.